# Michael Forbes (futbolista)
Michael Forbes (Ardboe, 19 de junio de 2004) es un futbolista británico que juega en la demarcación de defensa para el Northampton Town F. C. de la League One.

## Selección nacional
Hizo su debut con la selección de fútbol de Irlanda del Norte el 17 de noviembre de 2023 en un partido de clasificación para la Eurocopa 2024 contra Finlandia que finalizó con un resultado de 4-0 tras los goles de Joel Pohjanpalo, Daniel Håkans, Teemu Pukki y Robin Lod.

## Clubes
| Club                             | País       | Año       | Partidos | Goles |
| -------------------------------- | ---------- | --------- | -------- | ----- |
| West Ham United F. C.            | Inglaterra | 2023-2024 | 0        | 0     |
| Bristol Rovers F. C. (cedido)    | Inglaterra | 2024-2025 | 12       | 0     |
| Colchester United F. C. (cedido) | Inglaterra | 2025      | 0        | 0     |
| Northampton Town F. C. (cedido)  | Inglaterra | 2025-     |          |       |